# Superinfecção por HIV
A superinfecção por HIV (também chamada de reinfecção por HIV ou SuperAIDS) é uma condição na qual uma pessoa com uma infecção estabelecida pelo vírus da imunodeficiência humana adquire uma segunda cepa de HIV, geralmente de um subtipo diferente.
A superinfecção por HIV pode ser interclada, quando o segundo vírus infectante é filogeneticamente distinto do vírus inicial, ou intraclada, quando as duas cepas são monofiléticas.
Pessoas com HIV correm o risco de superinfecção pelas mesmas ações que colocariam uma pessoa não infectada em risco de adquirir o HIV. Isso inclui o compartilhamento de agulhas e a renúncia de preservativos a parceiros sexuais soropositivos. Os casos foram relatados globalmente e os estudos mostraram que a taxa de incidência é de 0–7,7% ao ano. Pesquisa de Uganda publicada em 2012 indica que a superinfecção por HIV entre indivíduos infectados por HIV em uma população geral permanece desconhecida. Pesquisas adicionais do The Journal of Infectious Diseases indicam que houve 16 casos documentados de superinfecção desde 2002.
| “ | Se uma pessoa for infectada com um segundo vírus antes de ocorrer a soroconversão para o primeiro vírus, isso é denominado infecção dupla. A infecção por uma segunda cepa após a soroconversão é conhecida como superinfecção. | ” |